# Diego Botín
Diego Botín (25 de dezembro de 1993) é um velejador espanhol.

## Carreira
Botín é filho de Gonzalo Botín Naveda e neto de Jaime Botín. É membro da família Botín do Banco Santander.
Aos sete anos ingressou no Centro de Vela de Alto Rendimento Príncipe Felipe, competindo na classe Optimist, na qual foi proclamado vice-campeão europeu na Polónia aos doze anos. Teve que mudar de classe devido à sua altura e passou para a classe L'Equipe, na qual conquistou o Campeonato Europeu em 2008. Após um breve período em que navegou em 420, passou para a classe 49er. Nos Jogos Olímpicos de Verão de 2024, conquistou a medalha de ouro na classe 49er ao lado de Florián Trittel. Antes, Botín ficou em nono nos Jogos de 2016 e em quarto nos Jogos de 2020, quando era parceiro de Iago López.